# Amblesthidopsis areolata
Amblesthidopsis areolata är en skalbaggsart som beskrevs av Aurivillius 1921. Amblesthidopsis areolata ingår i släktet Amblesthidopsis och familjen långhorningar. Inga underarter finns listade i Catalogue of Life.